# هوارد غوتمان
هوارد غوتمان (بالإنجليزية: Howard Gutman)‏ (و. 1956 – م) هو دبلوماسي، ومحامي من الولايات المتحدة الأمريكية . ولد في مدينة نيويورك .
وهو عضو في الحزب الديمقراطي الأمريكي .

## التعليم
تعلم في جامعة كولومبيا، وكلية هارفارد للحقوق.

## روابط خارجية
- هوارد غوتمان على موقع IMDb (الإنجليزية)